# Norma (escacs)

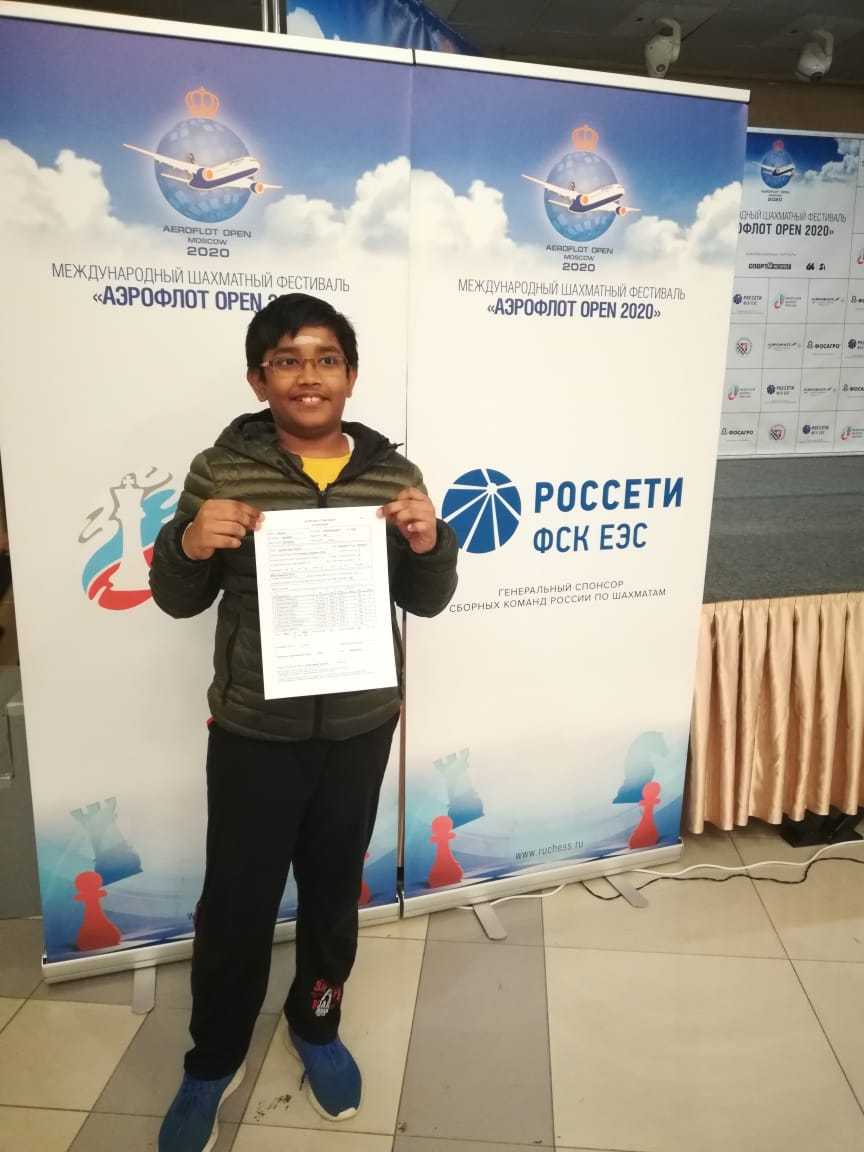
El Mestre Internacional Bharath Subramaniyam amb el certificat que acredita la seva norma de Gran Mestre obtinguda a l'Open Aeroflot de Moscou el 2020

Una norma en escacs és cadascun dels mèrits obtinguts de forma oficial, la suma dels quals serveix per a obtenir un títol de la FIDE com per exemple el de Gran Mestre.

## Norma de Gran Mestre
Per tal d'obtenir el títol de Gran Mestre Internacional d'escacs (GM), el qual és atorgat per la FIDE, (la Federació Internacional d'Escacs), un jugador ha d'assolir un mínim de tres normes de GM en torneigs, amb un mínim de 27 partides jugades, i per a obtenir cadascuna de les normes, cal fer un determinat percentatge de punts sobre les partides disputades, variable en funció de la força de joc relativa dels rivals.
Les normes només poden obtenir-se en torneigs oficialment reconeguts per la FIDE i que acompleixin una sèrie de criteris estrictes, com per exemple que siguin arbitrats per un Àrbitre Internacional, i que hi participin un mínim de tres GM de diferents països jugant almenys nou rondes a un ritme de joc no inferior a dues hores de temps de reflexió per ronda. Hi ha també diverses altres condicions menors que han d'acomplir els torneigs vàlids per a l'obtenció de normes.

## Altres normes
Igualment, existeixen regles específiques per a l'obtenció de normes per als altres títols de la FIDE, com el de Mestre Internacional (MI), Gran Mestre Femení (WGM) i Mestre Internacional Femení (WIM).

## Regulació de la FIDE
Les regles exactes actualment en vigor són al Handbook de la FIDE.